# Agnes Joaquim
Agnes Joaquim (Singapore, 7 aprile 1854 – Singapore, 2 luglio 1899) è stata una botanica armena, anche conosciuta come Ashkhen Hovakimian; fu la creatrice dell'ibrido Vanda Miss Joaquim nel 1893.

## Biografia
Agnes Joaquim fu la figlia maggiore di Parsick (Basil) Joaquim, mercante di diamanti armeno particolarmente noto a Singapore per le sue attività filantropiche, e di Urelia Zacharia, singaporeana il cui padre Isaiah fu uno dei primi membri della Camera di Commercio internazionale di Singapore.
Fino dalla giovanissima età Agnes mostrò grande interesse, ereditato dalla madre, nel giardinaggio e in particolare nella coltivazione di orchidee.
Fu vincitrice del premio annuale del 1899 conferito dai giardini botanici di Singapore alla orchidea più rara e che fu battezzata a suo nome: orchidea Vanda Miss Joaquim.
Già gravemente ammalata di una malattia incurabile, Agnes morì a 45 anni nel 1899 subito dopo avere ricevuto l'ambito premio e nel 1981 la sua orchidea venne proclamata fiore nazionale di Singapore. Alla cerimonia intervenne il nipote di Agnes, Basil Johannes, che venne rintracciato con grande difficoltà dalla locale Chiesa armena di Singapore.
Agnes Joaquim riposa nel piccolo cimitero della chiesa armena di Hill Street a Singapore.

## L'orchideaVanda Miss Joaquim

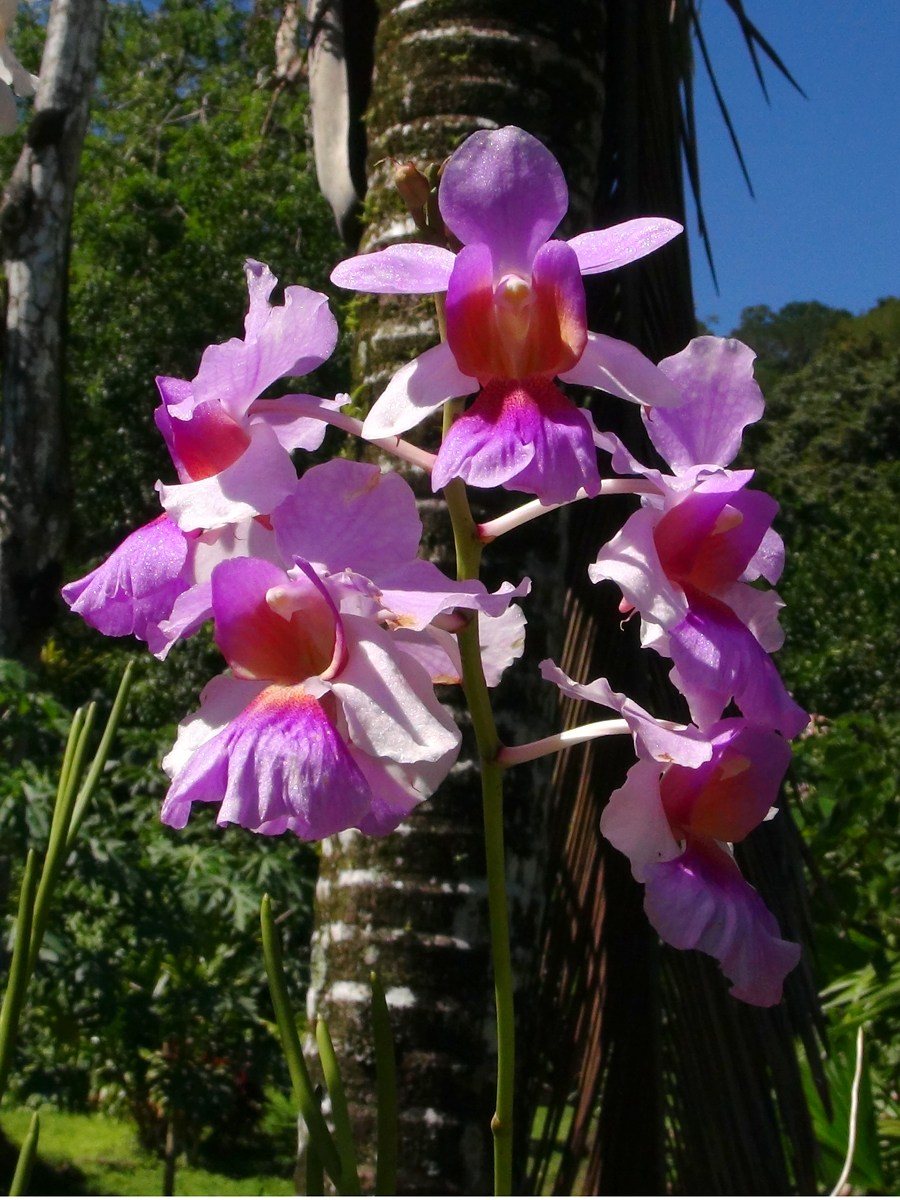
L'orchidea "Vanda Miss Joaquim"

Nel 1893 Ages Joaquim trovò che nel suo giardino si era sviluppato un nuovo ibrido di orchidea originato da una Vanda hookeriana e una Vanda teres; la pianta fu descritta per la prima volta dal direttore dei Giardini botanici di Singapore, Henry Nicholas Ridley e fu il primo ibrido di orchidea catalogato e descritto a Singapore. Ridley chiamò il nuovo ibrido Vanda Miss Joaquim in onore della sua scopritrice. Nel 1981 la Vanda Miss Joaquim venne scelta come fiore nazionale di Singapore e ancora oggi appare sul rovescio della moneta da un centesimo di dollaro singaporeano.